# 永光農園
株式会社永光農園（ながみつのうえん）は、北海道札幌市清田区有明216番地にある農業生産法人である。有精卵の生産・販売および自社産の有精卵を使用した洋菓子の製造・販売を行っている。代表取締役は永光洋明。全国自然養鶏会会員。

## 沿革
- 1998年 - 創業。平飼い養鶏を始める。
- 2010年 - 法人化。「株式会社永光農園」を設立。
- 2011年 - 第8回コープさっぽろ農業賞特別賞を受賞[1]。
- 2013年 - 農林水産省の「六次産業化・地産地消法」に基づく事業計画の認定[2]。
- 2014年4月 - 本店「コッコテラス」オープン。

## 主な商品

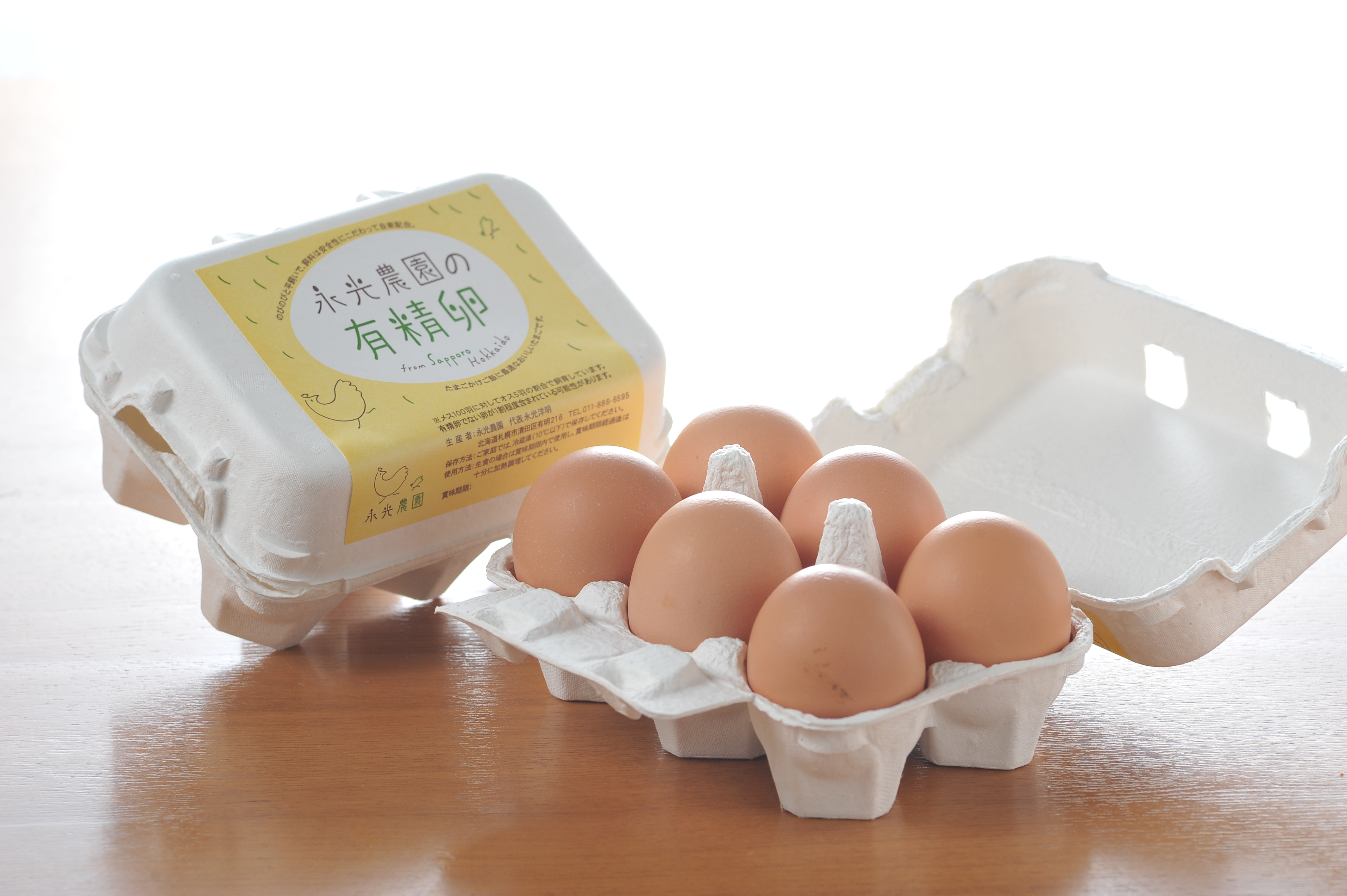
永光農園の有精卵

- 永光農園の有精卵　永光農園の有精卵 - MBSテレビ『ちちんぷいぷい』の『連続たまご紀行』のコーナーで紹介された。[3]
- たまご屋さんのシフォンケーキ - テレビ番組『満天☆青空レストラン』で宮川大輔と田中麗奈が永光農園の工場でシフォンケーキ作りに挑戦した。[4]　たまご屋さんのシフォンケーキ バニラ ホール

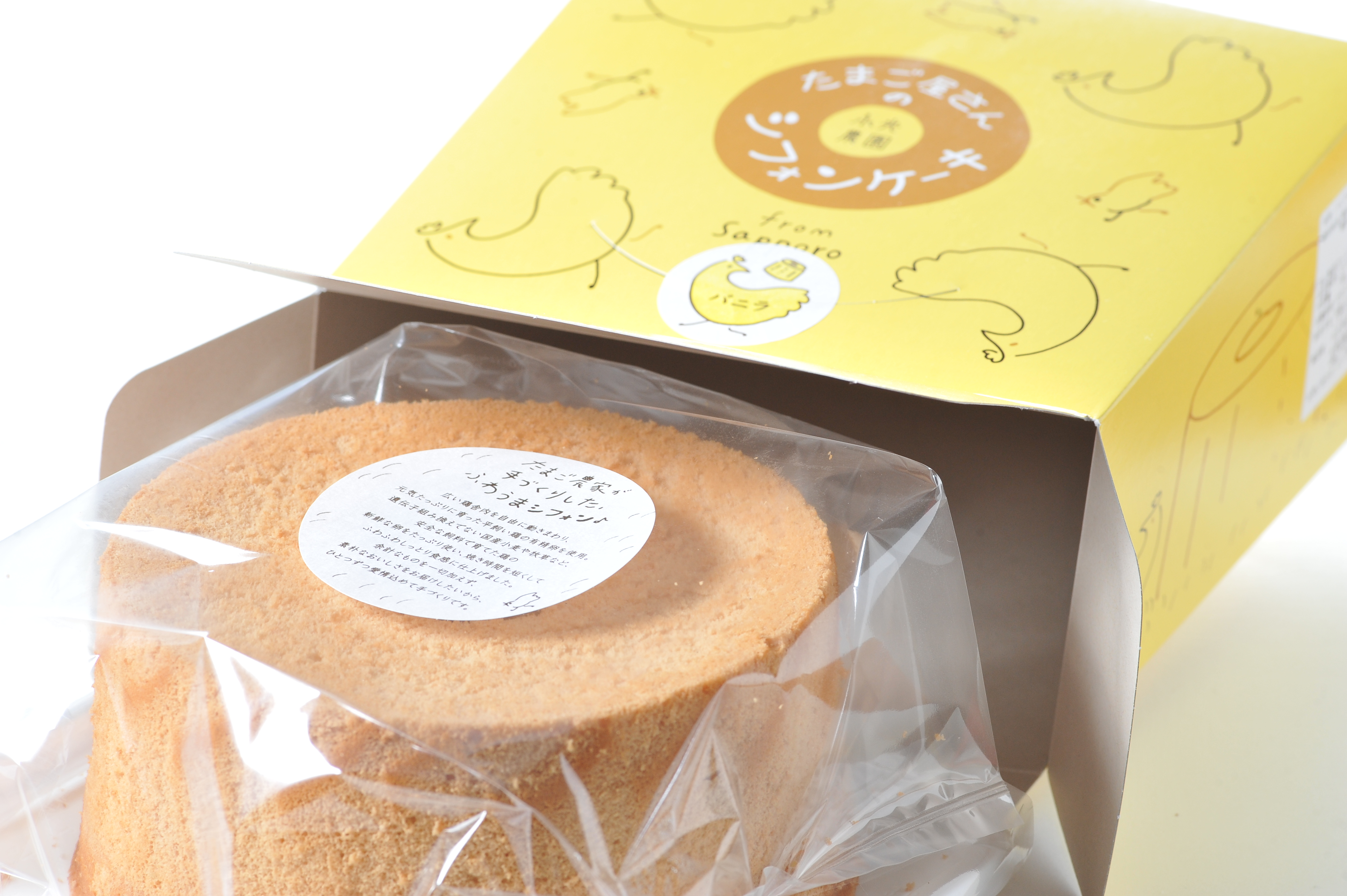
たまご屋さんのシフォンケーキ バニラ ホール

- たまご屋さんのプリン
- 卵屋さんのカステラ

## 直営店

### 札幌市内
- 本店 コッコテラス

### 旧店舗
- イオン札幌桑園ショッピングセンター店
- ダイエー東札幌店
- 丸井今井札幌店
- サンピアザ店
- 札幌エスタ店